# 1-ша окрема норвезька рота
1-ша окрема норвезька рота (англ. Norwegian Independent Company 1, NOR.I.C.1,), або рота Лінге (норв. Kompani Linge) — норвезький підрозділ сил спеціального призначення Великої Британії, що організаційно підпорядковувався Управлінню спеціальних операцій за часів Другої світової війни. Окрема рота була сформована у березні 1941 року з метою підготовки та проведення спеціальних операцій на території окупованої нацистами Норвегії.

## Історія
1-ша окрема норвезька рота, або як її іменували норвезькі військові — рота Лінге, на честь її першого видатного командира Мартіна Лінге, була сформована на території Великої Британії. Основним персоналом стали колишні норвезькі військові, які змушені були евакуюватися з Норвегії після окупації Королівства нацистами в 1940 році. Члени підрозділу проходили підготовку в різних місцях Великої Британії, в тому числі в навчальному центрі Управління спеціальних операцій у Кернгормс, у Шотландії.
Першими рейдами 1-ї роти були операції 1941 року з висадки на Лофотен (операція «Клеймор») і Молей на острові Воґсей (операція «Арчері»), де загинув Лінге Мартін. Найвідомішими зі спеціальних операцій стали рейди норвезьких командос на завод з вироблення важкої води. Інші рейди включали в себе диверсію у Темсхавнбанені. Також у районі столиці Ослоґенґен були проведені кілька диверсійних місій. У співпраці з Мілорг, основною норвезькою організацією опору, лінії зв'язку з Лондоном поступово вдосконалювалися під час війни, так що до 1945 року по всій Норвегії працювали вже 64 радіооператори, які передавали розвідувальну інформацію для союзників.
Загалом 530 норвежців служили у роки війни в лавах 1-ї роти, 57 з них загинули при проведенні спеціальних операцій.